# Yórgos Panoussópoulos
Yórgos Panoussópoulos (en grec : Γιώργος Πανουσόπουλος) né en 1942 à Athènes est un réalisateur, scénariste, directeur de la photographie, monteur, acteur et producteur grec.

## Biographie
Yórgos Panoussópoulos commença sa carrière au cinéma en 1965 comme cameraman puis directeur de la photographie, avant de passer à la réalisation en 1969.
Il travaille sur une trentaine de films, dont dix qu'il a réalisés. Il travaille avec Aléxis Damianós, Ado Kyrou, Níkos Perákis ou Pantelís Voúlgaris. Il a aussi tourné de très nombreuses publicités.

## Filmographie sélective
- 1965 : Bloko : directeur de la photographie
- 1966 : Jusqu'au bateau : directeur de la photographie
- 1967 : Abraham a engendré Isaac, Isaac a engendré Jacob, Jacob a engendré... (Avraam egennise Isaak, Isaak egennise Iakov, Iakov egennise...) court-métrage, avec Vassilis Alexakis : réalisateur, scénariste
- 1974 : Vendredi 9 août (Paraskevi 9 Avgoustou) court-métrage : réalisateur, scénariste
- 1974 : Kierion : directeur de la photographie
- 1976 : Happy Day : directeur de la photographie
- 1979 : Lune de miel (Taxeidi tou melitos ) long-métrage : réalisateur, scénariste
- 1981 : Les Gens d'en face (Oi apenanti) long-métrage : réalisateur, scénariste, monteur, producteur
- 1984 : Planque et camouflage : directeur de la photographie
- 1985 : Mania long-métrage : réalisateur, scénariste, directeur de la photographie, monteur, producteur
- 1987 : Vivre dangereusement : directeur de la photographie
- 1989 : M'aimez-vous ? (M'agapas ;) long-métrage : réalisateur, scénariste, monteur, producteur
- 1995 : Plongée en apnée (Eleftheri katadysi) long-métrage : réalisateur, scénariste
- 2001 : Athens Blues (Mia mera ti nichta) long-métrage : réalisateur, scénariste, directeur de la photographie
- 2004 : Testosteroni long-métrage : réalisateur, scénariste, directeur de la photographie